# Ampelljungssläktet
Ampelljungssläktet (Agapetes) är ett växtsläkte i familjen ljungväxter cirka 80 arter från östra Himalaya, genom Kina till Indokina och sydöstra Asien. En art odlas som krukväxt i Sverige. 
Arter från Nya Guinea och sydvästra Stillahavsöarna placeras numera i släktet Paphia.